# Puchar Europy w Chodzie Sportowym 1998
2. Puchar Europy w Chodzie Sportowym – zawody lekkoatletyczne w chodzie sportowym, które odbyły się 25 kwietnia 1998 roku w Dudincach na Słowacji.

## Rezultaty

### Mężczyźni
| Konkurencja:  | 1. miejsce                 | Rezultat | 2. miejsce          | Rezultat | 3. miejsce          | Rezultat |
| Chód na 20 km | Francisco Javier Fernández | 1:20:31  | Robert Korzeniowski | 1:20:40  | Aigars Fadejevs     | 1:20:44  |
| Chód na 50 km | Tomasz Lipiec              | 3:42:57  | Jesús Ángel García  | 3:43:17  | Giovanni Perricelli | 3:44:17  |
| Drużynowo     | Hiszpania                  | 45 pkt.  | Białoruś            | 90 pkt.  | Niemcy              | 119 pkt. |

### Kobiety
| Konkurencja:  | 1. miejsce          | Rezultat | 2. miejsce    | Rezultat | 3. miejsce   | Rezultat |
| Chód na 10 km | Nadzieżda Riaszkina | 43:06    | Mária Urbanik | 43:08    | Claudia Ștef | 43:12    |
| Drużynowo     | Rosja               | 15 pkt.  | Włochy        | 36 pkt.  | Hiszpania    | 41 pkt.  |